# خورن آبراهامیان (فرد نظامی)
خورن هاروتیونی آبراهامیان (ارمنی: Խորեն Հարությունի Աբրահամյան؛ انگلیسی: Khoren Harutiuni Abrahamian زادهٔ ۱۹۰۰ - درگذشته ۱۹۳۷) نیروی نظامی اهل ارمنستان بود.

## زندگی‌نامه
وی در ۱۹۰۰ در نخجوان به دنیا آمد و از آکادمی نظامی-سیاسی لنین مسکو (۱۹۳۰) فارغ‌التحصیل گشت. همچنین برندهٔ جوایزی همچون نشان ستاره سرخ شده است. وی در ۱۹۳۷ در سن ۳۷ سالگی درگذشت.

## یادداشت
1. ↑  "Абрамян Хорен Арутюнович"
2. ↑  "Абрамян Хорен Арутюнович"
3. ↑  Մոսկվայի Լենինի անվան ռազմաքաղաքական ակադեմիա